# Enytus albipes
Enytus albipes är en stekelart som först beskrevs av Léon Abel Provancher 1888.  Enytus albipes ingår i släktet Enytus och familjen brokparasitsteklar. Inga underarter finns listade i Catalogue of Life.